# スピリット・オブ・ロンドン
スピリット・オブ・ロンドン（Spirit of London）は、1970年に建造された客船。現在の名称は、オーシャン・ドリーム（Ocean Dream）。

## 船名
- 1970年 - 1971年：シーワード（ノルウェージャン・クルーズライン）
- 1972年 - 1974年：スピリット・オブ・ロンドン（P&Oクルーズ）
- 1974年 - 1988年：サン・プリンセス（プリンセス・クルーズ）
- 1988年　　　　　：マジェスティック（プレミア・クルーズ）
- 1988年 - 1994年：スターシップ・マジェスティック（プレミア・クルーズ）
- 1994年 - 1998年：サザン・クロス（CTCラインズ）
- 1998年 - 2004年：フラメンコ（フェスティバル・クルーズ）
- 2004年 - 2008年：ニュー・フラメンコ（クルーズ・エリシア）
- 2008年 - 2010年：フラメンコ - 1（クラブ・クルーズ）
- 2012年 -　　　　：オーシャン・ドリーム